# 御稲御倉
御稲御倉（みしねのみくら、ごとうのみくら）は、伊勢神宮皇大神宮（内宮）の所管社。御稲御倉神（みしねのみくらのかみ）とも称する。内宮の宮域内、荒祭宮に向かう道の途中に鎮座する。
小さいながら、内宮と同じ唯一神明造の神社である。

## 概要
三重県伊勢市宇治館町、内宮の宮域、正宮の北西に鎮座する。内宮の所管社30社のうち第6位である。内宮の正宮で祭が行われるたびに御稲御倉でも祭祀が行われる。御稲御倉の北には外幣殿（げへいでん）がある。
神宮神田で収穫されたイネは抜穂（ぬいぼ）にして、御稲御倉へ納められる。御倉のイネは内宮の祭祀に合わせて取り出され、大御饌として天照大神に捧げられる。すなわち内宮穀倉として利用されている。古式に則り、装束をまとった神職が御倉へ納める。御倉からイネを取り出すことを御稲奉下（ごとうほうげ、みしねほうげ）と称し、前日から参籠潔斎（さんろうけっさい）した神職が行う。奉下されたイネは稲扱（いねこき）、籾摺（もみすり）、七分搗きにした後、忌火屋殿で神酒・御餅・御飯（おんいい）に調理され、神前に供される。
なお、神宮式年遷宮の祭事の1つで、正殿の床下に柱を立てる「心御柱奉建」（しんのみはしらほうけん）で用いる心御柱も御稲御倉に納められる。
社殿は唯一神明造である。内宮の方角（東）を向いて建っている。高床の切妻屋根で、千木・鰹木を備えるなど、内宮の東西宝殿や外幣殿に酷似した構造である。高床であるため、御稲奉下の際には取り外し可能な階段を取り付け、権禰宜が御鑰（みかぎ）を開錠して御扉を開き、イネを取り出す。玉垣や賽銭箱はない。

## 祭神
祭神は御稲御倉神（みしねのみくらのかみ）。御稲御倉の守護神である。神宮式年遷宮に伴って社殿が建て替えられる際には、御稲御倉神は一時的に外幣殿に遷座する。
平安時代の『大治御形記』には保食神（うけもちのかみ）とあり、鎌倉時代の『神名秘書』ではウカノミタマとする。

## 歴史
古代より存在したと考えられる。調御倉（つきのみくら）・御塩御倉・鋪設御倉・御稲御倉・御稲御倉の4棟で1組として板垣外の西方に建っていたが、平安時代中頃より、外幣殿と4棟1組は外玉垣の内側に入った。当時は神明造ではなく校倉造で、千木・鰹木はなかったようである。正宮の敷地内にあったので式年遷宮のたびに移動していたが、中世の末に4棟とも廃絶した。
御稲奉下は禰宜・大内人ら4名が大物忌（おおものいみ）と大物忌父を伴って執行していた。この時の服装は、内宮で祭儀を行うのと同じ官給の明衣（きよぎぬ）であり、如何に重要な神社であったかが分かる。奉下されたイネは大物忌の子らは臼で撞き、竈（かまど）で蒸し、炊き上がったご飯を笥（け）に盛って神前に供された。御飯は内宮・荒祭宮・滝祭神に捧げられた。
天正年間（1573年 - 1592年）に4棟のうち、正宮の北西に御稲御倉のみ神明造で復興され、以後式年遷宮ごとに建て替えられた。室町時代以降は御稲御倉で神嘗祭の織御衣（おりのみそ）がここで織られたので、御機殿の異名を持っていた。
明治以降、御稲御倉神が祀られるようになり、1889年（明治22年）には荒祭宮へ向かう道の途中に鎮座位置が固定された。

## 交通
宇治橋前まで
- JR参宮線・近鉄山田線伊勢市駅南口（JR側）または近鉄山田線・鳥羽線宇治山田駅より三重交通バスに15分ほど乗車、終点「内宮前」下車[14]。近鉄鳥羽線五十鈴川駅からも三重交通バスで内宮前へ行くことが可能である。
- 伊勢自動車道伊勢西ICより三重県道32号伊勢磯部線（御木本道路）を南へ約5分または伊勢ICより国道23号を南へ約5分、付近に駐車場あり[14]。

宇治橋前から
- 宇治橋から内宮（正宮）まで参道を進み、内宮の西側から荒祭宮へ向かう参道を進むと御稲御倉が鎮座する[2]。付近には外幣殿（げへいでん）もある[2]。